# トラフシジミ族
トラフシジミ族（トラフシジミぞく、Deudorigini）は、シジミチョウ科ミドリシジミ亜科を分類する族の1つである
。

## 属
本族を分類する属は以下のとおり。
和名はShiraiwa 1996-2021 による。
- Araotes モンナシハカマシジミ属
- Artipe イワカワシジミ属 - イワカワシジミなど
- Bindahara パラオオナガシジミ属
- Capys
- Deudorix ヒイロシジミ属 - ヒイロシジミ(Deudorix epijarbas)、Deudorix philippinensisなど
- Hypomyrina ダイダイシジミ属
- Pamela
- Paradeudorix アカスジヒイロシジミ属
- Pilodeudorix アフリカヒイロシジミ属
- Rapala トラフシジミ属 - トラフシジミなど
- Sinthusa キイチゴシジミ属
- Sithon モンツキハカマシジミ属